# Kingdom Builder
Kingdom Builder ist ein strategisches Brettspiel von Donald X. Vaccarino, welches 2011 von Queen Games mit Illustrationen von Oliver Schlemmer in einer deutschen, einer englischen und einer internationalen Version (englisch, französisch, niederländisch, spanisch, deutsch) veröffentlicht wurde. Eine finnisch-schwedische Version wurde 2012 von lautapelit.fi herausgebracht.
Das Spiel erhielt 2012 die Auszeichnung Spiel des Jahres, ist beim Deutschen Spiele Preis 2012 auf Platz 7 gelistet und wurde beim International Gamers Award 2012 in der Rubrik General Strategy - Multi-Player nominiert.

## Spielbeschreibung
Kingdom Builder ist ein Aufbauspiel, in dem die Spieler die Rolle von Siedlern übernehmen, die jeweils ein eigenes Königreich erschaffen. Der Spielplan ist variabel zusammensetzbar. Ziel des Spieles ist es, am Ende das meiste Gold (bezeichnet hier die Siegpunkte) zu besitzen, die Bedingungen zum Erreichen dieses Ziels wechseln allerdings mit jedem Spiel durch die drei zufällig gezogenen Kingdom-Builder-Karten, welche die Bedingungen angeben, für die die Spieler Gold erhalten.

## Spielablauf
Vorbereitung

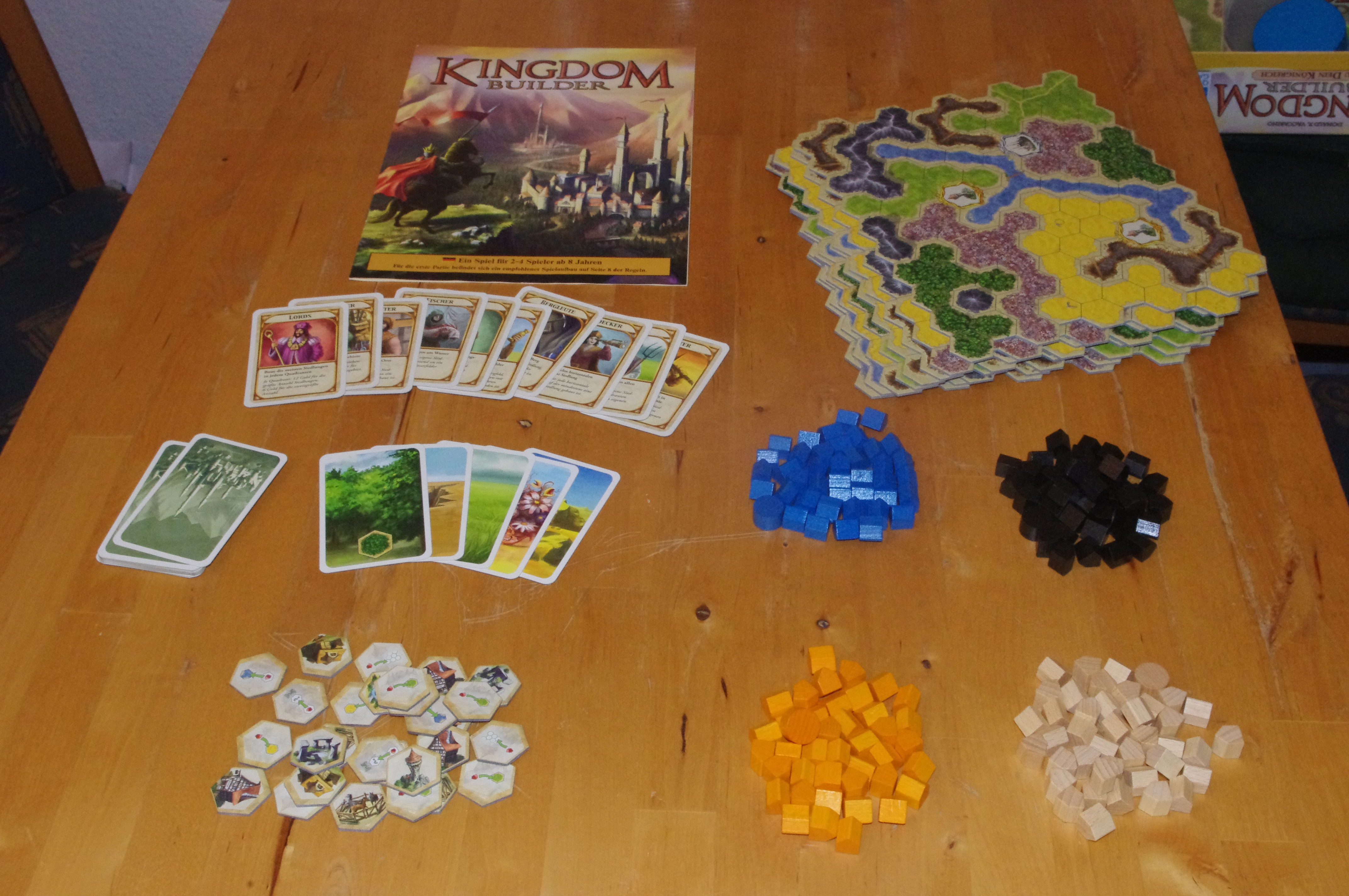
Spielmaterial

Jeder Spieler erhält Siedlungen in Form von Häuschen in seiner Spielerfarbe, dann wird der Spielplan aus vier (von insgesamt acht) rechteckigen Teilen zusammengefügt: Jedes Teil zeigt jeweils zwei gleiche Ortsfelder (lediglich die Felder Hafen und Orakel sind nur einmal vorhanden), die mit jeweils zwei entsprechenden Ortsplättchen belegt werden. Auch ein Burgfeld ist auf jedem Teil des Spielplans vorhanden. Die restlichen Felder sind bestimmten Landschaftsgebieten zugeordnet. Die Landschaftskarten werden gemischt und als verdeckter Nachziehstapel bereitgehalten. Vor Spielbeginn werden drei Kingdom-Builder-Karten mit Aufträgen ausgelegt: Alle Spieler versuchen während der Partie, ihre Siedlungen möglichst gewinnbringend entsprechend der Aufträge (beispielsweise, möglichst viele Siedlungen in einer waagerechten Reihe) zu platzieren.
Rundenablauf
Wer am Zug ist, zieht die oberste Landschaftskarte und setzt drei seiner Siedlungen auf dementsprechende Landschaftsfelder, wobei pro Feld nur eine Siedlung stehen kann und nach Möglichkeit angrenzend an bestehende eigene Siedlungen gebaut werden muss. Danach ist der nächste Spieler an der Reihe.
Sonderfelder
Außerdem existieren zwei Arten von Sonderfeldern:
1. Wer neben einer Burg baut, bekommt am Ende pro Burgfeld, an dem mindestens eine eigene Siedlung steht, 3 Siegpunkte.
2. Wer angrenzend an ein Ortsfeld baut, bekommt ein ausliegendes Ortsplättchen (sofern noch vorhanden): Damit können Spieler in jeder Runde vor oder nach dem Bau der drei obligatorischen Siedlungen Sonderaktionen ausführen, z. B. den Bau einer zusätzlichen Siedlung. Ein erworbenes Ortsplättchen darf in jeder weiteren Runde einmal verwendet werden.

Spielende
Das Spiel endet mit der Runde, in der der erste Spieler die letzte Siedlung aus seinem Vorrat baut. Im Anschluss wird ausgewertet: Wer durch die gemeinsamen Auftragskarten und die Positionierung seiner Siedlungen an Burgfeldern die meisten Punkte gemacht hat, ist Sieger.

## Erweiterungen
- Die 2012 erschienene Erweiterung Die Nomaden bringt Spielmaterial für einen 5. Spieler, 3 neue Kingdom-Builder-Karten, 4 neue Landschaftsquadranten und Nomadenplättchen mit Sondervorteilen, die nur einmal im ganzen Spiel eingesetzt werden können.
- Die Minierweiterung Caves mit vier Höhlenplättchen erschien ebenfalls 2012.
- Die 2013 erschienene Erweiterung Crossroads bietet weitere 4 Landschaftsquadranten sowie 8 Ortsplättchen. Weiterhin werden Krieger, Planwagen, Schiffe und das Errichten von Festungen, Straßen und Zufluchtsorten in das Spiel eingeführt.
- 2016 erschien Marshlands als dritte große Erweiterung des Spiels. Sie enthält 24 Spielsteine mit 8 neuen Fähigkeiten und 12 Übersichtskarten für die Ränder des Spielbretts. Es gibt zudem vier neue Quadranten mit dem Landtyp Marshlands.
- Die vierte große Erweiterung, Harvest, erschien 2017. Harvest erweitert das Spiel um einige neue strategische Möglichkeiten und das Farmland als neuen Geländetyp.
- 2020 erschien der Spin-off Winter Kingdom als eigenständiges Spiel.